# Vép
Vép  este un oraș în districtul Szombathely, județul Vas, Ungaria, având o populație de 3.354 de locuitori (2011). 

## Demografie
Componența etnică a orașului Vép
     Maghiari (92,28%)
     Romi (4,58%)
     Germani (1,69%)
     Necunoscut (0,55%)
     Alții (0,9%)
Componența confesională a orașului Vép
     Romano-catolici (75,91%)
     Fără religie (3,67%)
     Reformați (1,91%)
     Luterani (1,46%)
     Necunoscută (16,34%)
     Alte religii (1,01%)
Conform recensământului din 2011, orașul Vép avea 3.354 de locuitori. Din punct de vedere etnic, majoritatea locuitorilor (92,28%) erau maghiari, existând și minorități de romi (4,58%) și germani (1,69%). Apartenența etnică nu este cunoscută în cazul a 0,55% din locuitori.  Din punct de vedere confesional, majoritatea locuitorilor (75,91%) erau romano-catolici, existând și minorități de persoane fără religie (3,67%), reformați (1,91%) și luterani (1,46%). Pentru 16,34% din locuitori nu este cunoscută apartenența confesională.